# The Private Eyes
The Private Eyes är en amerikansk komedifilm från 1980 i regi av Lang Elliott. I huvudrollerna ses Tim Conway och Don Knotts som två klantiga amerikanska detektiver som (oförklarligt nog) arbetar för Scotland Yard, dessa klara parodier på Sherlock Holmes och Doktor Watson ska försöka utreda en serie mord.

## Rollista i urval
- Don Knotts - Kommissarie Winship
- Tim Conway - Dr. Tart
- Trisha Noble - Mistress Phyllis Morley
- John Fujioka - Mr. Uwatsum
- Bernard Fox - Justin
- Grace Zabriskie - Nanny
- Stan Ross - Tibet
- Irwin Keyes - Jock
- Suzy Mandel - Hilda